# Jaylen Books
Jaylen Books was een uitgeverij, gevestigd in 's Gravenmoer en in Dongen. Jaylen Books werd opgericht in 2010.
Jaylen Books had diverse opties voor het uitgeven van een boek. Enerzijds kon de auteur deelnemen aan haar fonds, anderzijds gaf Jaylen Books boeken uit op basis van royalty's. Bij deelname aan het fonds nam de auteur een deel van de kosten van de uitgave op zich. Wanneer een boek werd uitgebracht op royaltybasis, nam de uitgever alle kosten voor haar rekening.
Jaylen Books had enkele bekende Nederlanders onder contract, waaronder Peter Jan Rens en Samantha de Jong - van der Plas. Doordat het boek van De Jong flopte, kwam Jaylen in de problemen.
Op 31 december 2014 werd Jaylen overgenomen door Uitgeverij Amfea.